# Кузьмин, Сергей Евдокимович
Сергей Евдокимович Кузьмин (14 июля 1910 года, село Кубассы, Чистопольский уезд, Казанская губерния, ныне Чистопольский район, Республика Татарстан — 31 января 1989 года, Москва) — советский офицер-артиллерист в годы Великой Отечественной войны и военный деятель в последующие годы, Герой Советского Союза (6.04.1945). Генерал-майор артиллерии (1962).

## Начальная биография

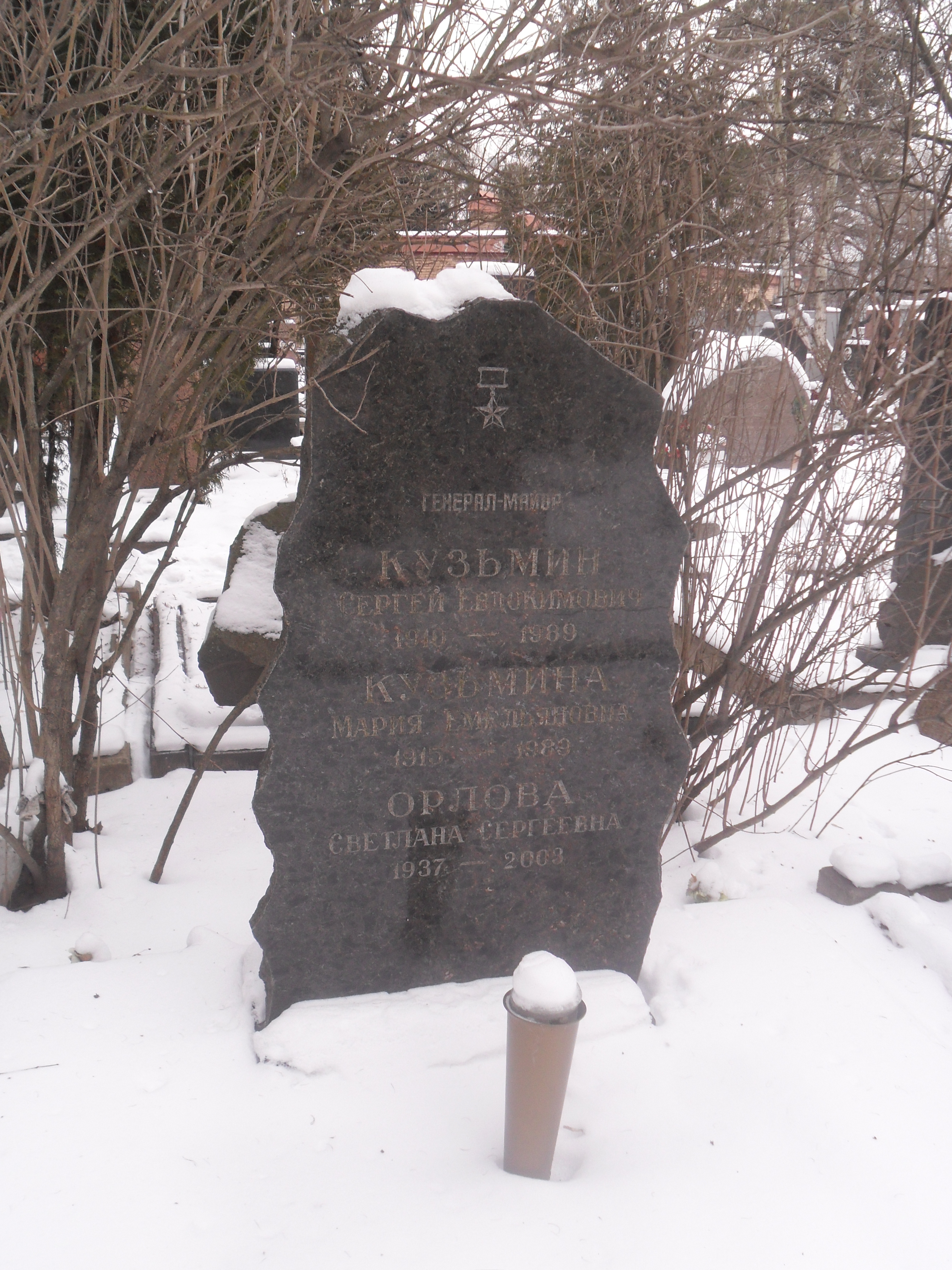
Могила Кузьмина на Кунцевском кладбище Москвы.

Сергей Евдокимович Кузьмин родился 14 июля 1910 года в селе Кубассы Чистопольского уезда Казанской губернии, ныне Чистопольского района Республики Татарстан, в семье крестьянина.
В 1921 году во время голода в Поволжье остался сиротой, в результате чего воспитывался в детском приюте.
Окончил среднюю школу, а в 1930 году — рабфак в городе Сумы Украинской ССР, после чего работал фрезеровщиком на Сталинградском тракторном заводе.

## Военная служба

### Довоенное время
В 1932 году Сергей Евдокимович Кузьмин Харьковским городским военкоматом был призван в ряды РККА.
В 1936 году окончил Сумское артиллерийское училище имени М. В. Фрунзе, а в 1941 году — Артиллерийскую академию имени Ф. Э. Дзержинского.

### Великая Отечественная война
С 27 июня 1941 года принимал участие в боях на фронтах Великой Отечественной войны. Участвовал в Смоленском сражении и битве за Москву.
В августе 1942 года был назначен на должность старшего помощника начальника разведывательного отделения штаба артиллерии 66-й армии на Сталинградском и Донском фронтах, принимал участие в обороне и наступлении в ходе Сталинградской битвы, а также в уничтожении окружённой 6-й армии в районе Сталинграда.
В апреле 1943 года Сергей Евдокимович Кузьмин был назначен на должность начальника разведывательного отдела штаба артиллерии 5-й гвардейской армии. Принимал участие в Курской битве, в битве за Днепр (в Белгородско-Харьковской, Полтавско-Кременчугской и в Нижнеднепровской операциях), в Кировоградской, Уманско-Ботошанской, Львовско-Сандомирской, Висло-Одерской, Нижне-Силезской, Верхне-Силезской, Берлинской, Пражской операциях. В 1944 и 1945 годах был ранен.
В бою 17 июля 1943 года Кузьмин принял на себя командование несколькими артиллерийскими батареями, во главе которых организовал оборону против атаки численностью в 40 танков противника.
Во время боёв на Сандомирском плацдарме в августе 1944 года Кузьмин, находясь на передовом артиллерийском наблюдательном пункте, корректировал огонь артиллерии по войскам наступавшего противника.
Подполковник Сергей Евдокимович Кузьмин во время подготовки Висло-Одерской операции организовал разведку обороны противника, в результате чего в первый день наступления оборона противника была прорвана. В ходе форсирования реки Одер 1 и 2 февраля в районе города Бриг (ныне Бжег, Польша) руководил переправой артиллерии на плацдарм. Во время взятия опорного пункта Бризен — Грунинген вывел батареи на прямую наводку под огнём противника, огневые точки которого расстрелял в упор. Опорный пункт был взят. В ходе этого боя Кузьмин был ранен, но поля боя не покинул.
Указом Президиума Верховного Совета СССР от 6 апреля 1945 года за мужество и героизм, проявленные в борьбе с немецко-фашистскими захватчиками, гвардии подполковнику Сергею Евдокимовичу Кузьмину присвоено звание Героя Советского Союза с вручением ордена Ленина и медали «Золотая Звезда» (№ 4636).

### Послевоенная карьера
С окончанием войны С. Е. Кузьмин служил в артиллерийских частях, а также на должности заместителя начальника 1-го факультета артиллерийской академии имени Ф. Э. Дзержинского.
В 1948 году окончил Высшую военную академию имени К. Е. Ворошилова, после чего работал на должности начальника 3-го отдела 1-го управления ГУК Министерства Обороны.
В 1962 году окончил Высшие артиллерийские академические курсы при Военной артиллерийской академии, после чего служил в артиллерийских частях и в центральном аппарате Министерства обороны СССР.
В 1969 году генерал-майор артиллерии Сергей Евдокимович Кузьмин вышел в запас. Жил в Москве. Умер 31 января 1989 года. Похоронен на Кунцевском кладбище.

## Награды
- Медаль «Золотая Звезда» (6.04.1945);
- два ордена Ленина (23.09.1944, 6.04.1945);
- четыре ордена Красного Знамени (7.03.1943, 24.04.1944, 20.04.1953, 18.12.1956);
- два ордена Отечественной войны 1-й степени (10.09.1943, 11.03.1985);
- два ордена Красной Звезды (6.11.1947, 22.02.1968);
- медаль «За боевые заслуги» (3.11.1944);
- медаль «За оборону Сталинграда»;
- медаль «За победу над Германией в Великой Отечественной войне 1941—1945 гг.»;
- медаль «За освобождение Праги»;
- ряд других медалей СССР;

Иностранные награды
- Орден Virtuti Militari 3-го класса (Польша);
- Чехословацкий Военный крест 1939 года (Чехословакия);
- Медаль «Победы и Свободы» (Польша).

Почётные звания
- Почётный гражданин города Новоукраинка (Кировоградская область, Украина), города Кралупи-над-Влтавой (Чехословакия, ныне Чехия).

## Память
- В городах Чистополь и Кралупи-над-Влтавой названы улицы в честь С. Е. Кузьмина.
- Именем Героя названа кадетская школа-интернат в Чистополе, на её здании установлена памятная доска.